# Chelonus cyprianus
Chelonus cyprianus är en stekelart som beskrevs av Josef Fahringer 1937. Chelonus cyprianus ingår i släktet Chelonus och familjen bracksteklar. Inga underarter finns listade i Catalogue of Life.